# Viennos
 (mai 2023).
Viennos (en grec moderne : Βίεννος), aussi connu sous les noms de Viena ou Limnaki, est un site archéologique mineur situé sur la cote ouest de la Crète, sur une plage à l'ouest de la ville de Paleochora.
Cet ancien établissement est distinct de l'ancienne polis crétoise Biennos (en), localisée quant à elle à l'intérieur des terres dans la moitié est de l'île, dans le dème de Viánnos.

## Description
Le site a été identifié à l'ancien établissement humain et port de Viennos, mentionné dans le Stadiasmus Maris Magni (seconde moitié du IIIe siècle) : « De Kriou Metopon la circumnavigation à Viennos est de 12 stades ; un port et de l'ea (§329) » et « De Viennos à Falassarna 270 stades. Un mouillage, un comptoir, une vieille ville (§336) ». Il est localement connu au XXIe siècle sous le nom de Viena beach. Étienne de Byzance le mentionne brièvement au VIe siècle. Il est plus plausible qu'il s'agisse d'un sanctuaire religieux que d'un village.
Les lieux ont pu être occupés de 30 avant J.C à l'an 300 ou 400. Le tremblement de terre de 365 a surélevé la zone d'environ 9 mètres.
En 1865 Thomas Spratt pense y identifier les restes d'une église. À la fin du XIXe siècle, Gaetano De Sanctis et Luigi Savignoni y décèlent les soubassements de deux bâtiments, cinq colonnes non cannelées et deux chapiteaux corinthiens en marbre très érodés.
Au début du XXIe siècle ne sont plus visibles sur la plage que les fondations rectangulaires d'un bâtiment, quelques morceaux de colonnes en marbre et d'abondants tessons de poterie.

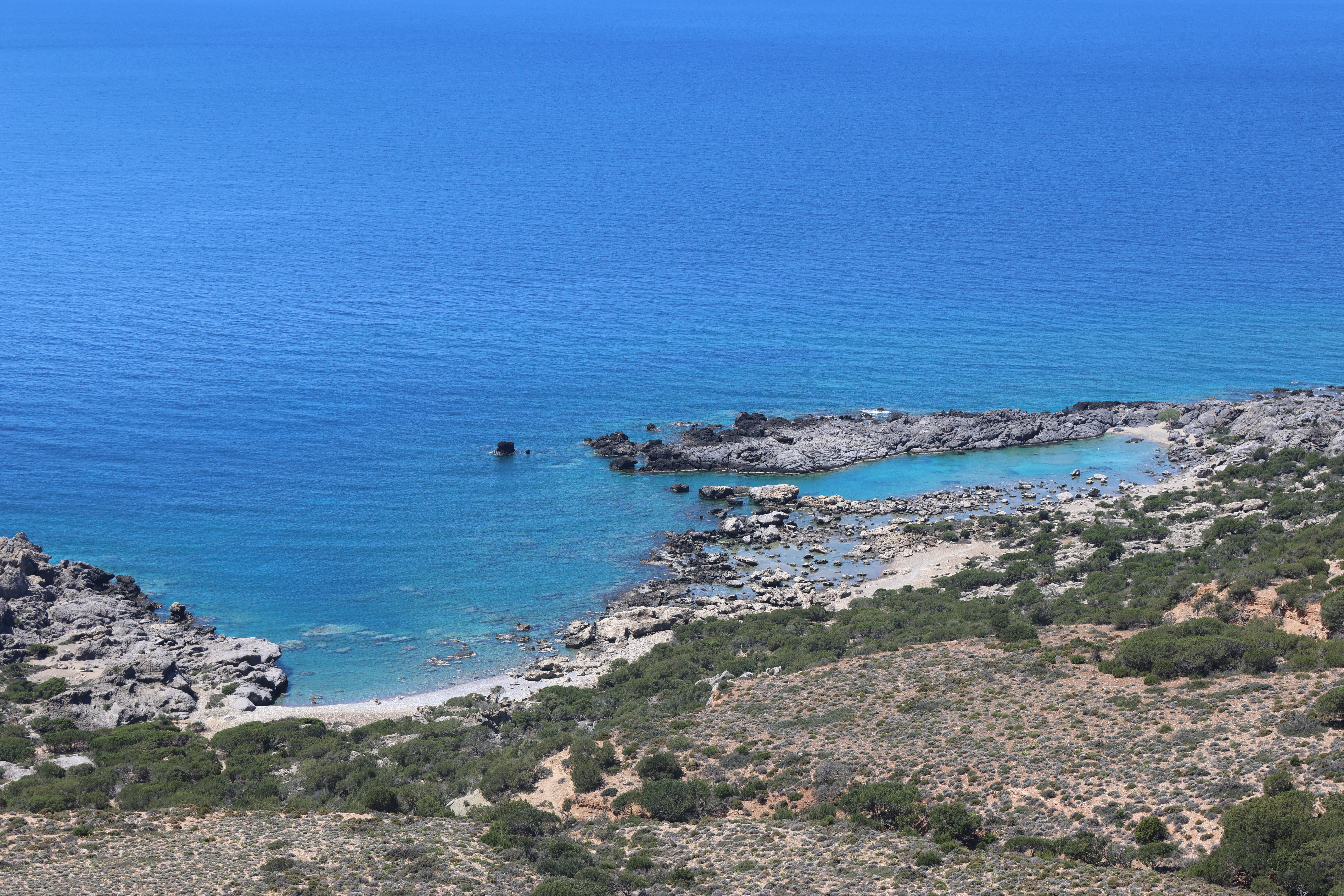
Vue d'ensemble.
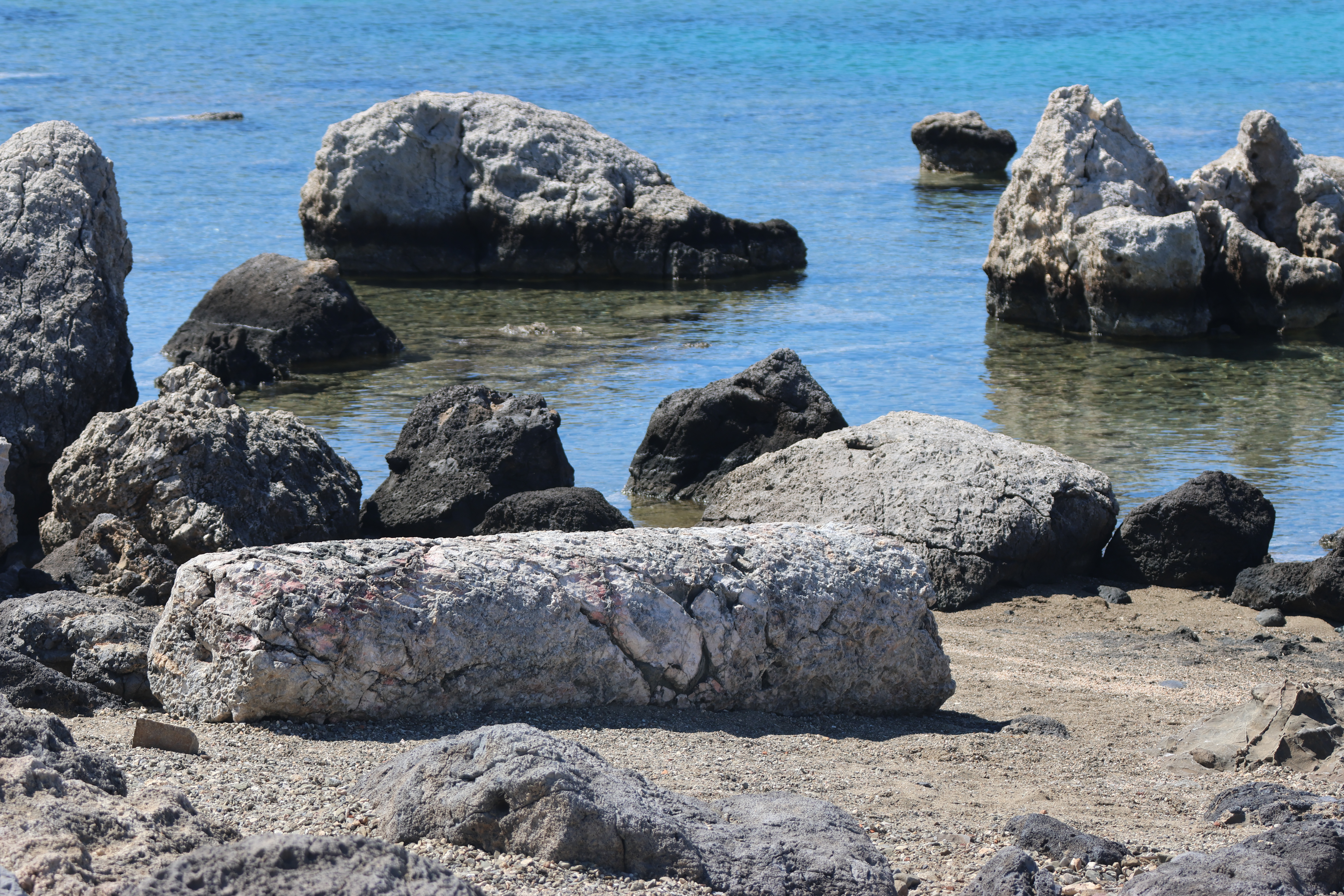
Fragment de colonne.
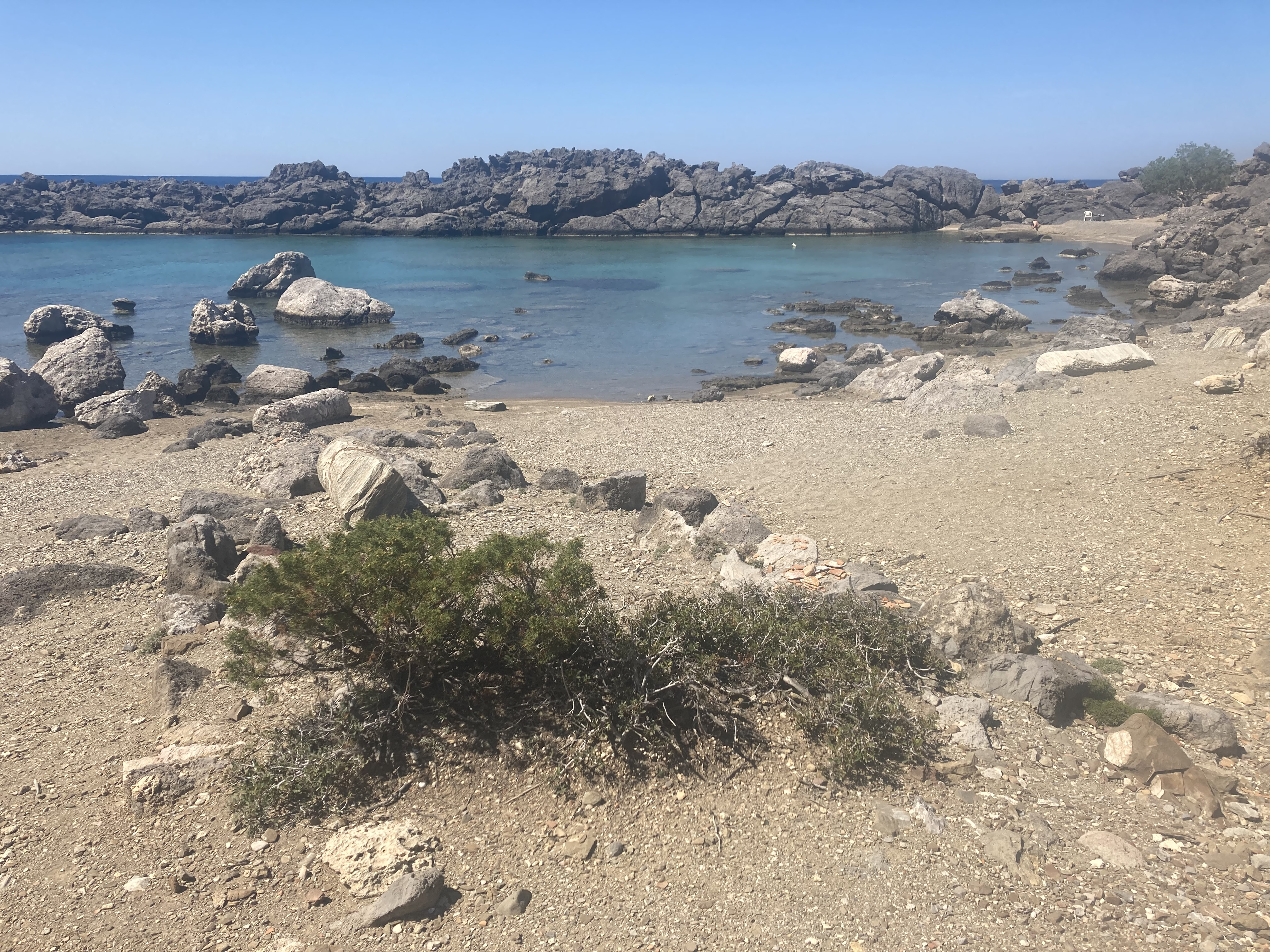
Soubassement d'un bâtiment.

## Sources antiques
- Étienne de Byzance, Ethnica, B168.16.
- Stadiasmus Maris Magni, §329 et 336.